# Toni Kiem
Anton „Toni“ Kiem (* 1. November 1930 in Meran; † 18. Mai 2014) war ein italienischer Bauer und Politiker aus Südtirol.

## Leben und Wirken
Der in Gratsch wohnhafte Kiem engagierte sich lange Jahre als Obmann im Südtiroler Beratungsring für Obst- und Weinbau, in der Arbeitsgruppe für den Integrierten Obstanbau in Südtirol (AGRIOS) und im Aufsichtsrat des Raiffeisenverbands Südtirol. Politisch war er in verschiedenen Funktionen in den Reihen der Südtiroler Volkspartei (SVP) tätig. Er war 30 Jahre lang Ortsobmann von Gratsch, von 1968 bis 1983 SVP-Bezirksobmann des Burggrafenamts. Zweimal war der treue Anhänger der Politik Silvius Magnagos Abgeordneter im Südtiroler Landtag und damit gleichzeitig im Regionalrat Trentino-Südtirol: Das erste Mal hatte er von 1973 bis 1978 ein Mandat inne, das zweite Mal rückte er für wenige Monate bis zum Ende der Legislaturperiode im Jahr 1988 für die verstorbene Waltraud Gebert-Deeg nach.